# فرماندهی جبهه مرکزی چین
فرماندهی جبهه مرکزی چین (انگلیسی: Central Theater Command) یکی از پنج فرماندهی میدانی ارتش آزادی‌بخش خلق چین است، که در ۱ فوریه ۲۰۱۶ از دارایی‌های منطقه نظامی پکن و منطقه نظامی جینان تأسیس شد. ستاد فرماندهی جبهه مرکزی در پکن قرار دارد.
مؤسسه بین‌المللی مطالعات استراتژیک، فرماندهی ۳۰۰ هزار پرسنل را به این فرماندهی نسبت می‌دهد که شامل سه ارتش گروهی شامل: ارتش گروه ۸۱، ارتش گروه ۸۲ و ارتش گروه ۸۳، دو لشکر زرهی، یک لشکر پیاده مکانیزه، پنج لشکر موتوریزه، یک لشکر توپخانه، سه تیپ زرهی، هفت تیپ پیاده موتوری، چهار تیپ توپخانه و در مجموع پنج تیپ مختلف ضدهوایی و یک هنگ ضد تانک است. این فرماندهی همچنین توسط پادگان پکن ارتش آزادی‌بخش خلق چین، که شامل لشکرهای گارد اول و گارد سوم، و گردان گارد افتخاری و گروهان گارد رنگین‌پوستان پادگان پکن است، تقویت می‌شود. همچنین این فرماندهی محل استقرار ناوگان دریای شمال از نیروی دریایی ارتش آزادی‌بخش خلق و سپاه دهم از نیروی هوایی ارتش آزادی‌بخش خلق است.